# Bu Zhi
En aquest nom xinès, el cognom és Bu.
Bu Zhi (mort el 247 EC) va ser un oficial administratiu de Wu Oriental durant el període dels Tres Regnes de la història xinesa. Ell era un erudit de la regió Wu i va servir com assessor del senyor de la guerra Sun Quan durant la tardana Dinastia Han Oriental abans de la fundació de Wu Oriental. Serviria a Sun Quan juntament amb altres erudits de l'època com Zhang Zhao, Zhuge Jin, i Gu Yong.
Va mantenir diversos posts militars de tant en tant, i va guanyar renom en la seva reeixida submissió dels senyors i bàrbars del sud. Després que es va fer famós i influent dins el règim, va començar a dedicar-se activament en la política del govern central; i fou un d'eixos indicats de dirigir al destructiu resultat en el cas del Príncep Hereu de Wu Oriental. A conseqüència d'això, va ser traslladat a Xiling; durant el seu mandat allí, va establir el seu clan amb un poder local absolut. Més tard seria cridat de nou a Jianye per esser-hi canceller, però morí molt prompte en el post.

## Biografia

### Primers anys
Quan Bu Zhi era jove, va fer-se amic de Wei Jing de Guangling, i els dos van estar exercint de grangers arrendats amb un terratinent dit Jiao Zhengqiang a Kuaiji. Es diu que Bu no sentia vergonya quan Jiao els tractava malament a ell i a Wei Jing a causa de la seva pobresa, mentre que al contrari Wei sentia disgustat per orgull. Després que Sun Quan va heretar Jiangdong del seu germà Sun Ce, Bu Zhi va ser convocat per Sun Quan com a secretari, però ell va deixar el seu càrrec abans de la batalla dels Penya-segats Rojos i va viatjar al domini de Jiangdong.

### Servei sota Sun Quan
Durant l'any 210 EC, ell va tornar al campament de Sun Quan, i se li va concedir un post militar i va dirigir una força especial consistent en mil arquers d'elit per anar cap al sud. L'any següent, va ser privilegiada amb l'autoritat per a donar ordres a oficials de rang baix i mitjà sense l'aprovació de la cort, el qual li va permetre decidir les provisions pel seu compte. Quan Bu Zhi va arribar a la ciutat de Cangwu, va demanar una reunió amb el Gran Administrador de Cangwu, Wu Ju. Tot i que Wu Ju semblava cooperatiu, amagava pensaments malignes en el seu cor, i estava disposat per causar problemes; durant el banquet, Bu Zhi va escapçar a Wu Ju davant dels oficials que assistirem a la festa. A conseqüència d'això, el nom de Bu Zhi va ser reconegut i temut per molts senyors del sud, i entre ells, els més influent Shi Xie, va conduir els seus homes a jurar lleialtat a la cort Wu, el qual va marcar la consolidació reeixida de Wu Oriental pel sud.
En el 220 EC, l'emperador de Shu Han, Liu Bei, va declarar-hi la guerra contra Sun Quan en un intent de reprendre la província de Jing, i en subornà als bàrbars wuling de revoltar-se com una forma de diluir l'exèrcit Sun. Bu Zhi, en sentir les notícies, va portar uns deu mil soldats voluntaris de la província Jiao a Yiyang per preparar-se per a la guerra. Després que Liu Bei fou derrotat per Lu Xun, Bu Zhi es va passar un any reprimint als bàrbars i als aixecament locals del sud de la província de Jing.

### Vida tardana
Durant els últims anys de Bu Zhi, ell es va veure involucrat activament en la lluita política al voltant del cas del príncep hereu de la corona, en el qual ell donava suport a Sun Ba, per reemplaçar al príncep hereu Sun He, com el successor de Sun Quan, finalment desembocant al suïcidi forçat de Sun Ba i l'exili de Sun He, i a ell mateix se li va demanar que abandonés Jianye i se situara en Xiling. Allí, va construir una base sòlida per a la seva família, la qual va ser la causa que el seu fill, Bu Chan (步闡) es revoltés quan va ser convocat de nou a Jianye anys després. Bu va estar també embolicat en el cas de Lü Yi, i en última instància va tenir èxit situant a Lü Yi fora de la confiança de Sun Quan. Bu va morir d'una malaltia 2 anys després que havia ascendit al càrrec de Canceller, i el seu fill major Bu Xie (步協) va continuar el seu comandament militar i va heretar el seu títol de Marquès mentre que Bu Chan n'heretà la seva base de desenvolupada a la província de Jiao.